# WASP-7
WASP-7 ist ein etwa 500 Lichtjahre von der Erde entfernter Hauptreihenstern der Spektralklasse F. Er befindet sich im Sternbild Microscopium und besitzt eine scheinbare Helligkeit von 9,5 mag. 
Im Jahre 2008 entdeckte A. Collier Cameron einen Exoplaneten, der diesen Stern umkreist und mit WASP-7 b bezeichnet wird.